# كان يا مكان في تشكوروفا
كان يا مكان في تشكوروفا (بالتركية: Bir Zamanlar Çukurova)؛ هو مسلسل تلفزيوني تركي درامي، رومنسي، إثارة، أكشن من إنتاج شركة TIMS&B ومن بطولة الممثلة هلال ألتنبيليك واوغور جونيش إلى جانب الممثل مراد أنالميش والممثلة وحيدة برجين.

## قصة  المسلسل
تدور أحداث مسلسل “كان يا مكان في تشوكوروفا” في حقبة السبعينات عن قصة حب قوية تجمع بين يلماز وزليخة اللذان يمران بمواقف صعبة ويقعا في ورطة فيضطرا للهروب معاً من أضنا إلى إسطنبول فيقوما بإخفاء هويتهما ويدعيان أنهما اخوة ويبدأو العمل في إحدى المزارع التي تمتلكه سيدة قوية الشخصية وصاحبة نفوذ قوية وابنها الوحيد ديمير، ولكن مع مرور الوقت يقع ديمير في حب زليخة ومع تجاهلها له يزيد رغبته بالحصول عليها ومن هنا تبدأ الصراعات الدرامية داخل مسلسل “كان يا مكان في تشوكوروفا”. بين يلماز وديمير ودخول يلماز السجن وزواج ديمير بزليخة في ذلك الوقت ليخرج يلماز من السجن مع نية الانتقام لحبيبتة ولزواجها من ديمير.

## نجاح المسلسل
بدأ الترويج للمسلسل قبل اسابيع من عرض البوسترات الخاصة بمسلسل”كان يا مكان في تشوكوروفا” بدأت انظار الجميع تلتفت له ومن ثم عُرض الإعلان الأول للمسلسل ومن هنا بدأت الضجة الإعلامية حول المسلسل، حيث ظهر الإعلان الأول من “كان يا مكان في تشوكوروفا” أو كما يطلق عليه البعض “يوماً ما في تشوكوروفا”، وظهرت فيه بعض التفاصيل التي جذب الصحف التركية بل كأنه أحد الأفلام القديمة الدرامية، إعلان مشوق جذب الجميع من خلال اهتمامهم بالتفاصيل حتى ان الطابع الدرامي الذي يتميز به المسلسل ظهر وبقوة من خلال الإعلان، حيث تدور قصة مسلسل “كان يا مكان في تشوكوروفا” في حقبة السبعيينات وإلى ظهرت في كل تفاصيل الإعلان سواء في الملابس أو في الاماكن أو في القطار الذي يستقله أبطال المسلسل الامر الذي جعل الصحف التركية تتحدث عنه بل وصفته صحيفة “الصباح” التركية بأنه مسلسل الموسم فقط من خلال الإعلان.

## النسخة العربية
عُرض المسلسل لأول مرة في العالم العربي مدبلجًا بالعربية تحت عنوان مرارة الحب على قناة إم تي في اللبنانية  خلال شهر رمضان 2020. عرض الموسم الأول من 23 أبريل 2020 حتى 15 نوفمبر 2020 ، وبدأ الموسم الثاني مباشرة بعد نهاية الموسم الأول في 16 نوفمبر 2020 حتى 12 مايو 2021 ، بينما تم بث الموسم الثالث في 17 مايو 2021 وما زال عرضه مستمراً.
في العالم العربي، يتم تقسيم كل حلقة من حلقات المسلسل إلى 4 أجزاء، مما يجعل الحلقة باللغة العربية تستغرق 45 دقيقة بدلاً من ساعتين بالنسخة الأصلية التركية.
تمت عملية الدبلجة في أستوديوهات ماغنوليا في سوريا.
الإعداد : مرام القيس
إدارة عملية الدوبلاج : دانا رحيم
الترجمة : لورانس إبراهيم
الإشراف الفني : محمود المملوك
المكساج : مازن العلان
في الأسفل جدول مع أصوات الممثلين للدبلجة العربية :
| الممثل الأصلي      | اسم الشخصية الأصلي | اسم الشخصية بالعربية | مؤدي الصوت    |
| ------------------ | ------------------ | -------------------- | ------------- |
| هلال ألتنبيليك     | Züleyha Yaman      | جوليا                | إيفلين حسن    |
| أوغور غونيش        | Yılmaz Akkaya      | أيمن                 | أيهم عباسي    |
| مراد أنالمش        | Demir Yaman        | أمير                 | مالك محمد     |
| وحيدة برجين        | Hünkar Yaman       | جومانا               | فيلدا سمور    |
| Kerem Alışık       | Ali Rehmet Fekeli  | فريد الفقير          | باسل الرفاعي  |
| Bülent Polat       | Gaffur Taşkın      | غفور                 | خلدون قاروط   |
| Selin Yenici       | Saniye             | سانية                | كوزيت حداد    |
| مليكة إيبك يالوفا  | Müjgan             | سوزان                | جيانا عنيد    |
| Turgay Aydın       | Sebahattin         | صلاح الدين           | وائل ناجي     |
| Sibel Taşçıoğlu    | Şermin             | نرمين                | أميرة حديفي   |
| محمد بولات         | Hatip Tellidere    | خطيب تليديري         | منذر فارس     |
| Sirin Öten         | Naciye             | ناجية                | هنادي مروه لي |
| Aras Şenol         | Çetin              | معين                 | ياسر بحر      |
| Esra Dermancioglu  | Behice             | بهيجة                | فاتن عيدو     |
| Serpil Tamur       | Azize              | أمينة                | ثراء دبسي     |
| فرقان بالالي       | Fekret             | فكرت                 | جوان الخصر    |
| Nazan Kesal        | Sevda Çağlayan     | سميرة                | وفاء موصللي   |
| Selin Genç         | Gülten             | روان                 | آلاء عفاش     |
| Alayça Öztürk      | Jülide Yalçinkaya  | هدى                  | أسيمة أحمد    |
| Polen Emre         | Fadik              | فاديا                | آلاء الخضر    |
| Yeliz Doğramacılar | Füsün              | ميسون                | لينا ضوا      |

## روابط خارجية
- كان يا مكان في تشكوروفا على موقع IMDb (الإنجليزية)
- كان يا مكان في تشكوروفا على موقع فيلمافينيتي (الإسبانية)
- كان يا مكان في تشكوروفا على موقع كينوبويسك (الروسية)
- كان يا مكان في تشكوروفا على موقع قاعدة بيانات الفيلم (الإنجليزية)